# Tatra RT6N2
Tatra RT6N2 – typ częściowo niskopodłogowego wagonu tramwajowego, który powstał w wyniku modernizacji czeskiego tramwaju Tatra RT6N1. Na typ RT6N2 przebudowano jeden tramwaj, który nie wszedł do eksploatacji liniowej ze względu na dużą awaryjność.

## Historia
Ponieważ tramwaje RT6N1 nie otrzymały dopuszczenia do ruchu z pasażerami z powodu licznych usterek, na przełomie XX i XXI wieku wszystkie egzemplarze należące do czeskich przedsiębiorstw komunikacyjnych odstawiono do zajezdni. Dopravní podnik hlavního města Prahy po kilku latach podjął decyzję o przeprowadzeniu programu modernizacji, której celem było wprowadzenie do ruchu liniowego praskich tramwajów RT6N1. Przebudowę pierwszego tramwaju wykonano w šumperskich zakładach Pars nova w latach 2004–2005.

## Modernizacja
Znaczna awaryjność hamulców w środkowym wózku Tatr RT6N1 przyczyniła się do ich wymiany na nowe, dostarczone przez firmę Dako. Obydwa skrajne wózki poddano remontowi. Wyposażenie elektryczne wymieniono na nowe typu TV Progress. Zamontowano także nową przetwornicę statyczną i system sterowania Cecomm. Z powodu wymiany wyposażenia elektrycznego wzmocnienia wymagała konstrukcja dachu, na której to wyposażanie było umieszczone. Na pierwszy rzut oka największą zmianą jest przeniesienie odbieraka prądu ze środkowego członu na początek pierwszego. Poza tym zmodyfikowano pulpit motorniczego, system informacji pasażerskiej i wymieniono pochylnię dla wózków dziecięcych i inwalidzkich.

## Dostawy
| Państwo        | Miasto         | Typ            | Lata modernizacji | Liczba | Uwagi    |
| -------------- | -------------- | -------------- | ----------------- | ------ | -------- |
| Czechy         | Praga          | RT6N2          | 2004–2005         | 1      | prototyp |
| Łączna liczba: | Łączna liczba: | Łączna liczba: | Łączna liczba:    | 1      |          |

Tramwaj RT6N1 nr 9101 przewieziono z Pragi do Šumperku między 20 a 21 stycznia 2004 r., po modernizacji powrócił do miasta między 26 a 27 września 2005 r., w obu przypadkach do przetransportowania wagonu wykorzystano samochód ciężarowy z przyczepą. Po dostarczeniu zmodernizowanego wagonu do Pragi rozpoczęły się testy bez pasażerów. W styczniu 2006 r. wystąpiły problemy z niektórymi częściami, które nie zostały zmodernizowane w Šumperku (głównie silniki). Dlatego też w tramwaju zamontowano silniki pochodzące z nieczynnego tramwaju RT6N1 nr 9104. Od kwietnia do czerwca 2006 r. testowano tramwaj pod kątem obciążenia poprzez umieszczenie w jego wnętrzu worków z piaskiem. W trakcie przejazdu technicznego linią tramwajową z Barrandova wystąpiło uszkodzenie przewodów, w wyniku czego przestała działać przetwornica statyczna i hamulec elektrodynamiczny. Wyhamowanie tramwaju jadącego trasą o dużym nachyleniu i dużym obciążeniu było możliwe tylko za pomocą hamulca tarczowego, który jednak nie byłby w stanie poprawnie zatrzymać tramwaju. Z powodu tymczasowej niedyspozycji miejscowych warsztatów głównych (nieczynne torowisko) demontaż wózków nie był możliwy, a po ich późniejszej naprawie nie wyrażono już chęci dalszego testowania tramwaju (nadchodzące dostawy tramwajów Škoda 14T). 30 listopada 2006 r. wycofano zgodę na dalsze jazdy próbne tramwaju RT6N2.
Pierwotnie zakładano, że po pomyślnym zakończeniu jazd próbnych na typ RT6N2 zostaną przebudowane wszystkie praskie Tatry RT6N1. Tramwaj nr 9101 odstawiono jednak w czerwcu 2006 r. w zajezdni Pankrác. W 2009 r. wszystkie praskie tramwaje RT6 (3× RT6N1, 1× RT6N2) sprzedano firmie SKD Trade, a we wrześniu tego samego roku zostały przewiezione do siedziby firmy ŽOS Nymburk. W 2013 r. prototypowa Tatra RT6N2 została zakupiona przez firmę Modertrans Poznań, która przeprowadziła jej modernizację na typ RT6 MF06 AC. W 2014 r. przebudowany tramwaj otrzymał numer 402 i rozpoczął kursowanie z pasażerami po torowiskach poznańskiej sieci tramwajowej.